# 結婚衣装をつけたエレーヌ・フールマン
『結婚衣装をつけたエレーヌ・フールマン』（けっこんいしょうをつけたエレーヌ・フールマン、独: Helene Fourment "im Brautkleid"、英: Helena Fourment in Her Wedding Dress）は、フランドルのバロック期の巨匠ピーテル・パウル・ルーベンスが1630-1631年ごろに樫板上に油彩で制作した肖像画で、ルーベンスが1630年に結婚した2番目の妻エレーヌ・フールマンを描いている。バイエルン選帝侯マクシミリアン2世エマヌエル が1698年にギスベルト・ファン・コーレン (Gisbert van Colen) より購入し、現在ミュンヘンのアルテ・ピナコテークに所蔵されている。

## 作品
1630年12月6日、53歳のルーベンスは、37歳年下で16歳のエレーヌ・フールマンを後妻として迎えた。 彼女は、ルーベンスと先妻の間の長男と同い年であった。ネーデルラント総督であったフェルナンド・デ・アウストリア の言葉を借りれば、彼女は「アントウェルペンで最も美しい女性」であった。エレーヌは絹とタピスリーを扱う商人ダニエル・フールマンの末娘で、ルーベンスが何年か前に『シュザンヌ・フールマンの肖像』 (ロンドン・ナショナル・ギャラリー) で描いたシュザンヌの妹であった。
ルーベンスは、エレーヌとの結婚についてニコラ＝クロード・ファブリ・ド・ペーレスクに以下のように述べている。「私は、良家であるがブルジョワ階級の家の若い女性と結婚することにした。皆が私に宮廷の女性と結婚するよう説得しようとしたが、私は、高貴な人の中にある悪、とりわけ高貴な女性の間にはびこる「虚栄心」を恐れていた。それで、私が絵筆を持っているのを見ても決して赤面することのないような女性を選んだのである。そして、正直に言えば、私はとても自由が好きなので、それを年老いた女性と引き換えにすることはできない」。
本作のエレーヌは、華麗な金襴のドレス、真珠や宝石のついた頭飾り、そして高貴なバロックの肖像画に不可欠なものすべてを身に着けた16歳の花嫁として描かれている。元来、この絵画は4分の3の身体像として構想されたが、制作中にサイズが変更され、現在の堂々とした画面に拡大された。エレーヌは椅子に腰かけているものの、ルーベンスはやや斜め向きに描いている。このようにして、ルーベンスは彼女の若い年齢に見合った自発的で瑞々しい感覚を導入している。

## ギャラリー

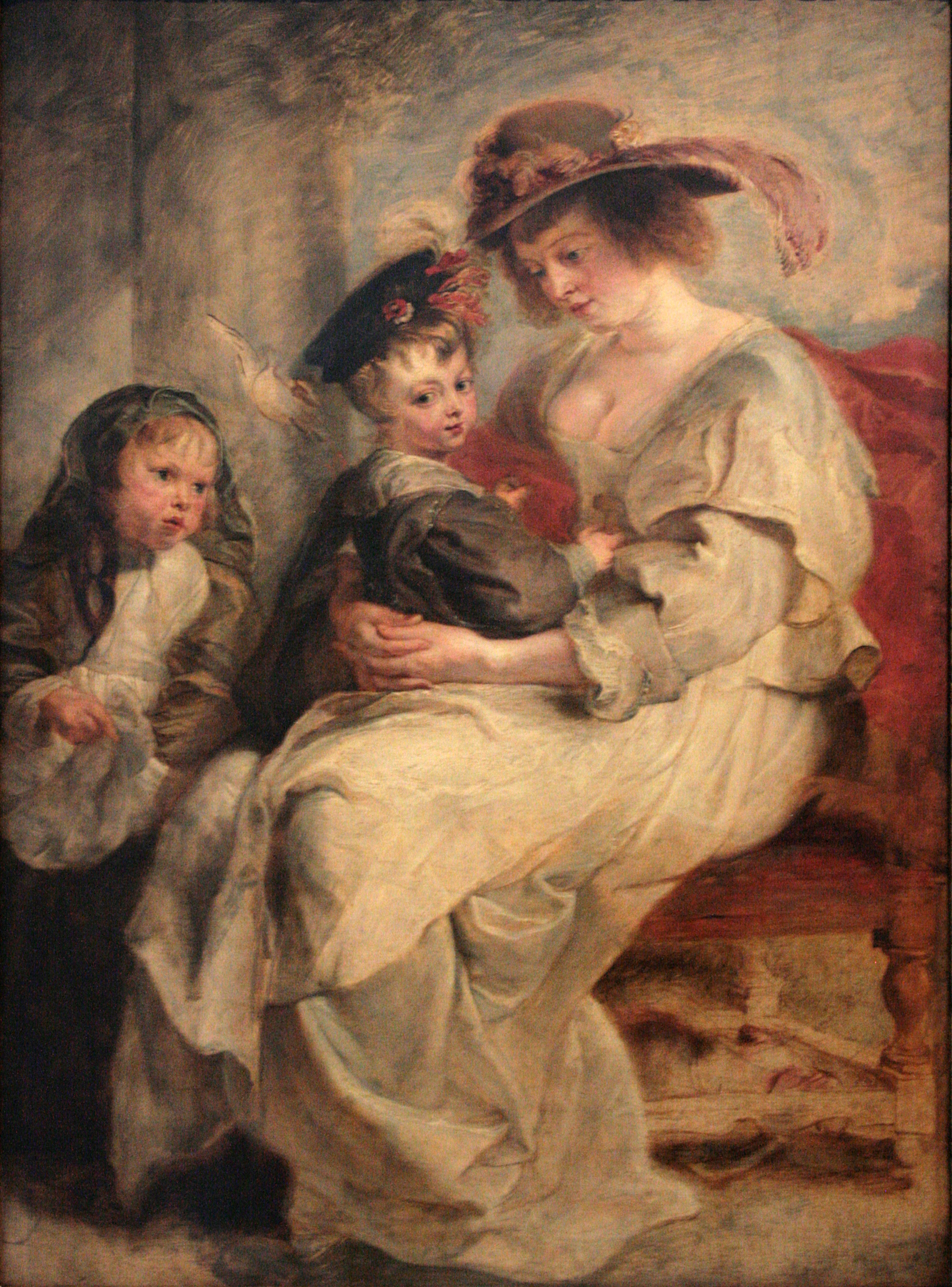
『エレーヌ・フールマンと子供たち』 (1636年頃)、ルーヴル美術館所蔵
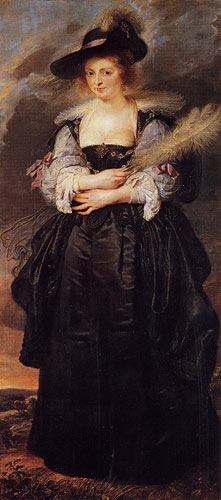
『エレーヌ・フールマンの肖像』 (1638年頃)、カルースト・グルベンキアン美術館（英語版）所蔵
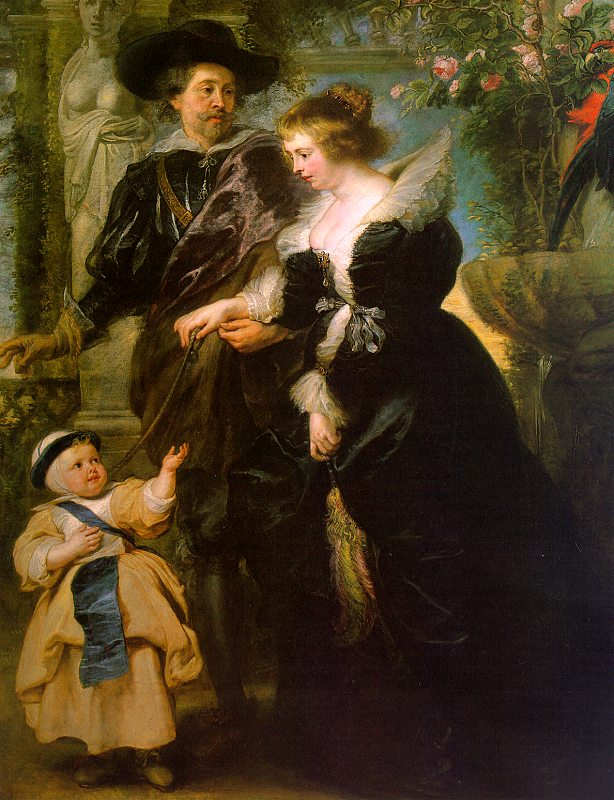
『ルーベンス、妻エレーヌ・フールマンと息子フランス』 (1630年代中-後期)、メトロポリタン美術館所蔵
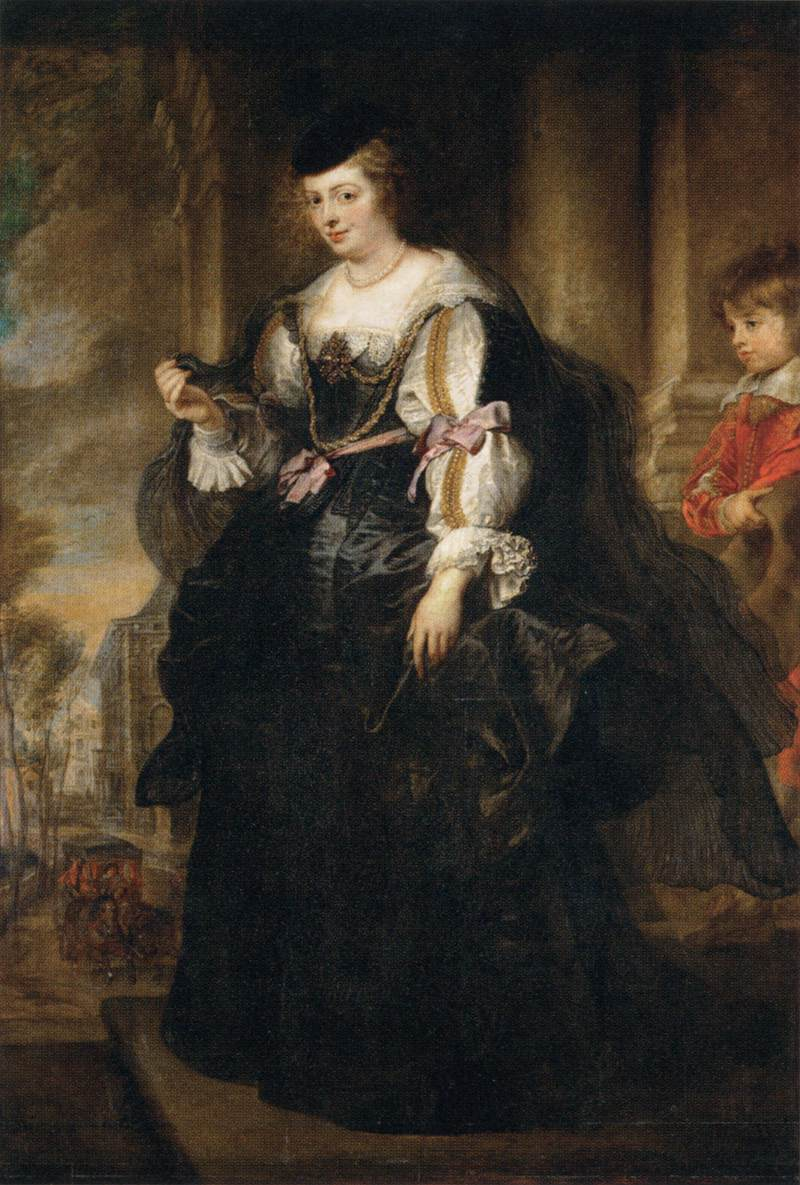
『馬車のあるエレーヌ・フールマンの肖像』 (1639年)、ルーヴル美術館所蔵
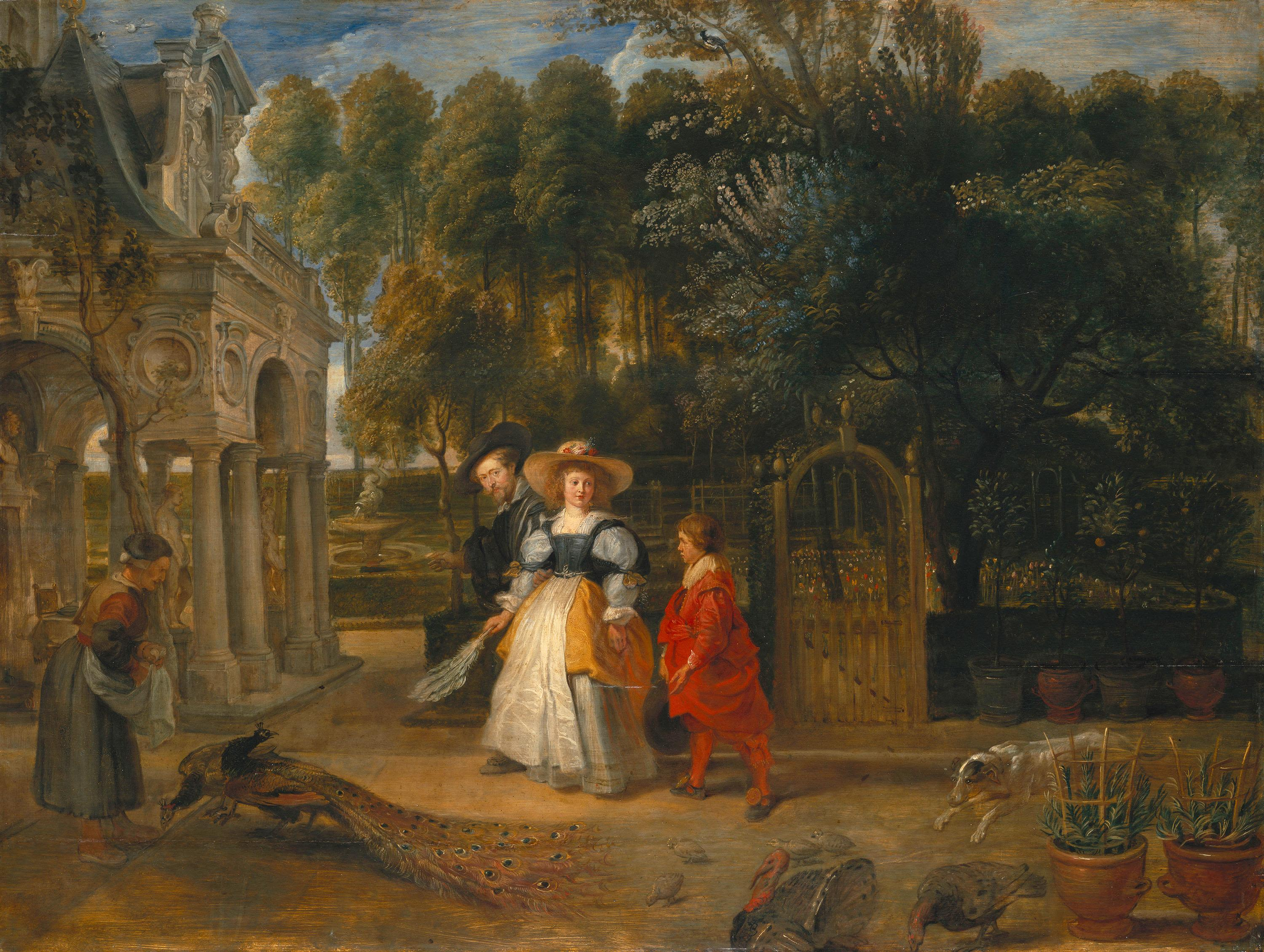
『最初の夫と子供といるエレーヌ・フールマン』 (1640年頃)、アルテ・ピナコテーク (ミュンヘン) 所蔵